# Frontera entre Colombia y Haití
La frontera entre Colombia y Haití es un límite internacional marítimo que discurre por en el mar Caribe, está definido por el tratado Liévano-Brutus, firmado el 17 de febrero de 1978 en Puerto Príncipe por el ministro de relaciones exteriores de Colombia, Indalecio Liévano Aguirre, y el secretario de estado de asuntos extranjeros y de cultos de Haití, Edner Brutus, y aprobado por el Congreso de la República de Colombia mediante la ley n.º 12.
La frontera entre ambos países está definida por el principio de la línea media, cuyos puntos son equidistantes a los más próximos de las líneas de base, a partir de las cuales se mide la anchura del mar territorial de cada estado. En sí consta de una sola recta que va entre los puntos de coordenadas 14°44′10″N 74°30′50″O / 14.73611, -74.51389 y 15°02′00″N 73°27′30″O / 15.03333, -73.45833.